# Карасівка (Білогірський район)
Карасі́вка (до 1948 року — Карасубаши, Карасув-Баши; крим. Qarasuv Başı) — село в Україні, у Білогірському районі Автономної Республіки Крим. Підпорядковане Криничненській сільській раді.